# Mattiastrum
Mattiastrum es un género de plantas con flores perteneciente a la familia Boraginaceae. Comprende 61 especies descritas y de estas solo 11 aceptadas.

## Descripción
Son hierbas perennes o bienales, que se asemejan a Paracaryum pero que difieren en las nuececillas con  alas que no se reflejan, y salen de la zona dorsal media.

## Taxonomía
El género fue descrito por (Boiss.) Brand y publicado en Repertorium Specierum Novarum Regni Vegetabilis 14(394–399): 150. 1915.

## Especies aceptadas
A continuación se brinda un listado de las especies del género Mattiastrum aceptadas hasta septiembre de 2013, ordenadas alfabéticamente. Para cada una se indica el nombre binomial seguido del autor, abreviado según las convenciones y usos.
- Mattiastrum asperum (Stocks) Brand
- Mattiastrum bungei (Boiss.) Rech. f. & Riedl
- Mattiastrum emiri (Popov) Czerep.
- Mattiastrum gracile (Czerniak) Czerep.
- Mattiastrum himalayense (Klotzsch) Brand
- Mattiastrum incanum Brand
- Mattiastrum karataviense (Pavl. ex M. Pop.) Czerep.
- Mattiastrum laxiflorum (Trautv.) Czerep.
- Mattiastrum thomsonii (C.B. Clarke) Kazmi
- Mattiastrum tibeticum (C.B. Clarke) Brand
- Mattiastrum turcomanicum Brand